# Valerij Lobanovszkij Stadion
A Valerij Lobanovszkij Stadion vagy Dinamo Stadion egy Kijevben található labdarúgó mérkőzésekre átalakított multifunkcionális stadion. Ez a stadion szolgál otthonául a Dinamo Kijivnek, de előfordul, hogy az ukrán válogatott is itt játssza mérkőzéseit. A megnyitót 1934-ben tartották, a stadion Vaszilij Oszmak munkája és 16.873 néző befogadására alkalmas. Névadója a legendás ukrán edző, Valerij Lobanovszkij, aki 2002. május 13-án, 63 éves korában hunyt el, ezután az ő emlékére és tiszteletére vette fel nevét az addig több néven is működő létesítmény. 
A jelenleg jóvá hagyott rekonstrukciós tervek szerint 30 000 fősre tervezik bővíteni, a mindez idáig legtöbb hazai klub és válogatott mérkőzésnek otthont adó stadiont. 
A 2014-es oroszbarát zavargások ideje alatt a stadion szomszédságában található Hruscsevszkij utca hónapokig tartó harcok színhelye lett az aktivisták és a rendfenntartók között. Több esetben előfordult, hogy az összecsapások közvetlenül az aréna bejárata előtt zajlottak és hogy a lázadók a rendőröket dobálták, egy esetben pedig felgyújtották a téren található bejárati oszlopsort és a stadion kerítését.
2015-ben a bejárati teret teljesen felújították, a forradalomra emlékeztető egyetlen emlék a Hruscsevszkij utca felőli oldalon, a stadion kapujában felállított emlékmű.

## Műemlékek
1971-ben a stadionhoz közel egy emlékművet telepítettek, azon Dinamo Kijev labdarúgók emlékére akik a második világháborúban részt vettek úgynevezett háborús mérkőzéseken amiket jellemzően a kijevi katonák játszottak a náci katonák ellen 1942-ben, illetve a háborúban elhunytak emlékére. A dombormű acél talpazaton áll, fából négy játékos arca van kifaragva. Az építészek V. Bogdanovszka és I. Maszlenkov voltak, míg a szobrász I. Gorovjij volt. Az emlékmű a stadion gazdasági irodáinak bejáratánál áll, így sok szurkoló szeme elől rejtve van.
2003. május 11-én, Valerij Lobanovszkij halálának első évfordulójának alkalmából a legendás edzőnek is emlékművet állítottak. Lobanovszkijt a kispadon ülve ábrázolták ahogy figyeli a mérkőzést, előtte a talpazaton pedig egy labda van. Az alkotás teljes tömege megközelítőleg 5 tonna. A munkálatokat egy kilencfős csoport élén Vaszilij Klimenko építész és Vlagyimir Filjatov szobrász végezték. A szobor a stadion és a főbejárat között található.

## Galéria

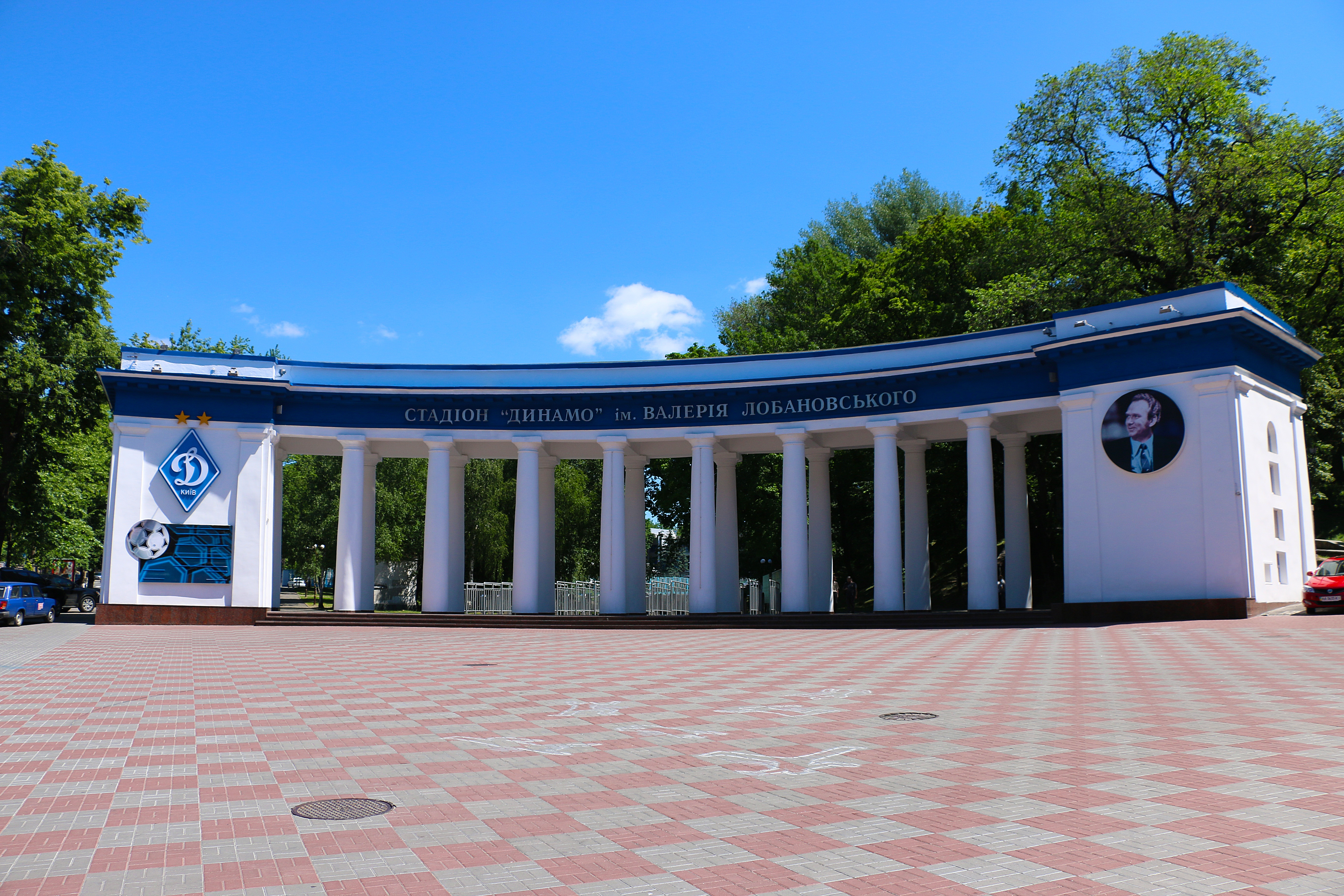
A stadion bejárata
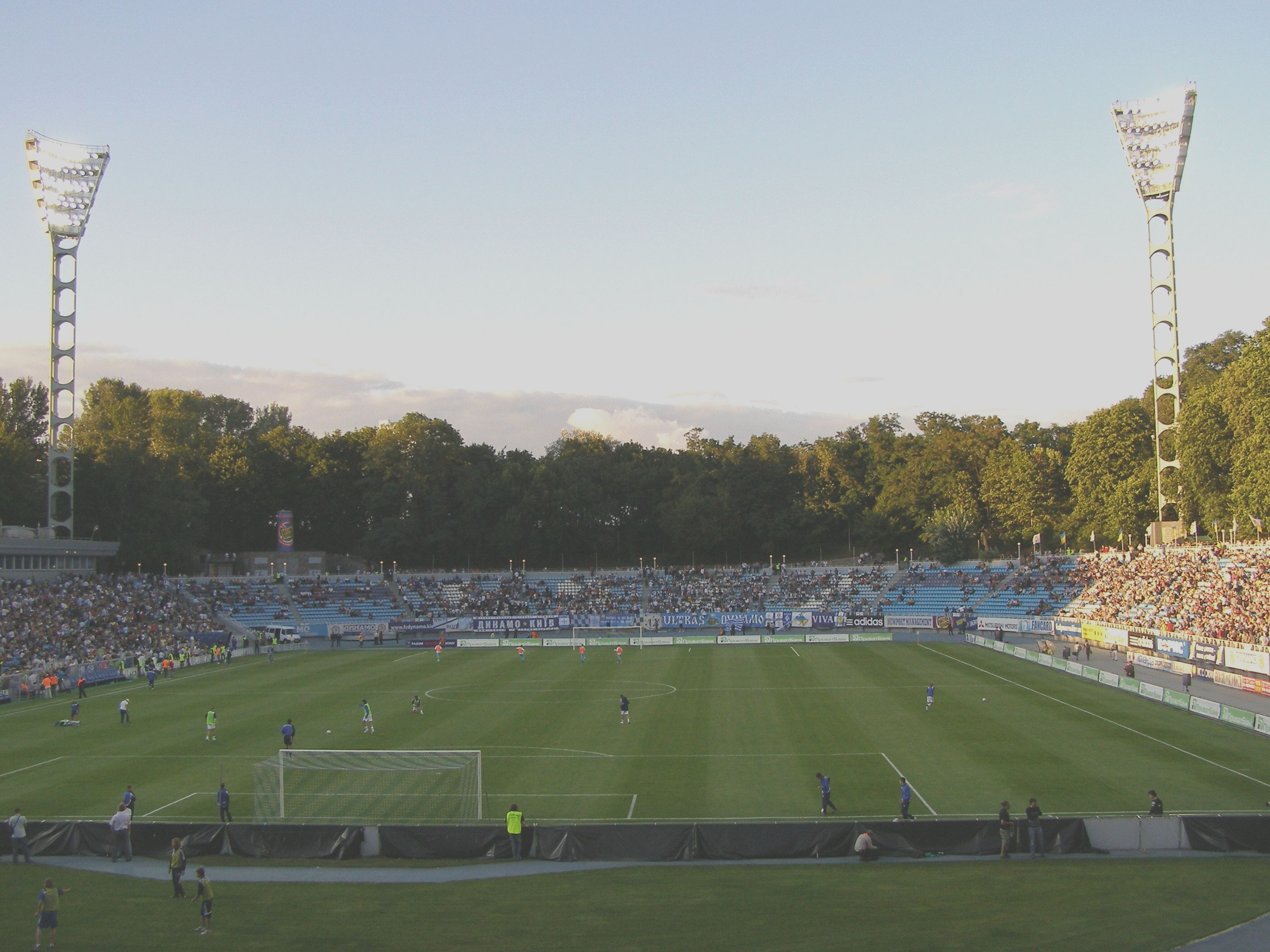
Panoráma (nappal)
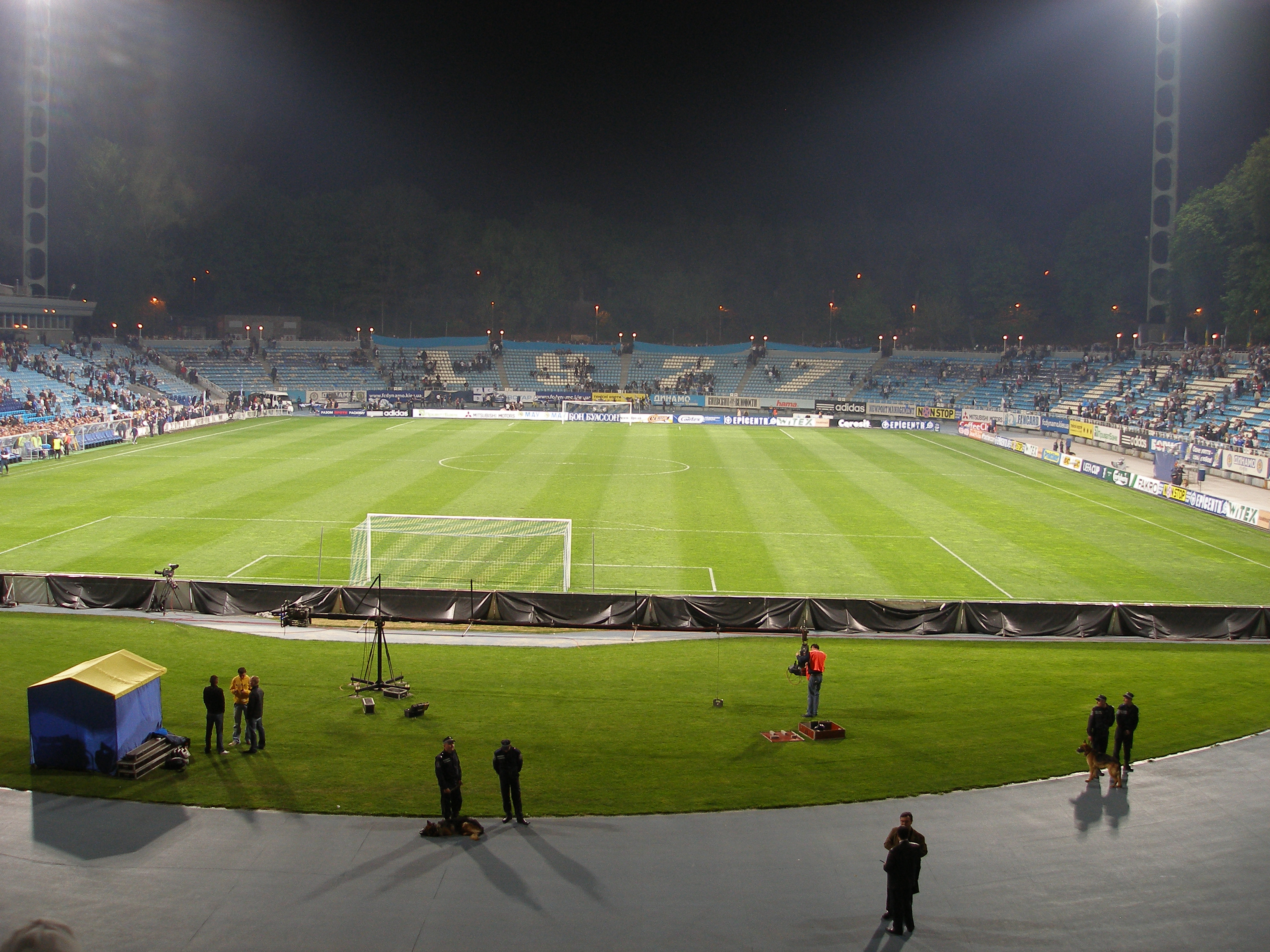
Panoráma (éjjel)

## Külső hivatkozások
- (oroszul) Dynamo Stadium Archiválva 2008. december 5-i dátummal a Wayback Machine-ben, fanat.com.ua, amatőr oldal